# Koninkrijk Albanië (1272–1368)
Het koninkrijk Albanië (1272-1368) (Albanees: Mbretëria e Arbërisë; Latijn: Regnum Albaniae) was een personele unie tussen het Huis Anjou-Sicilië, het Koninkrijk Sicilië en de lokale Albanese vorsten. Het was de jure een onafhankelijke staat.

## Geschiedenis
Het koninkrijk was de tweede Albanese staat in de geschiedenis van Albanië. Nadat het vorstendom Arbër terug werd geannexeerd door het Byzantijnse Rijk zou het huis Anjou-Sicilië het koninkrijk Albanië stichten in Centraal-Albanië. Het koninkrijk breidde zich uit naar steeds meer land op de Balkan. Een poging om richting Constantinopel uit te breiden mislukte echter tijdens het beleg van Berat door een Byzantijnse tegenaanval. De heerschappij van de Albanese koning werd door de Byzantijnen geminimaliseerd en een groot stuk land werd opnieuw grondgebied van de Byzantijnen. Het koninkrijk Albanië behield alleen nog de regio rondom Durrës.
In 1340 werd de lokale heerser Andrea II Muzaka, prins van Berat, in zuid-Albanië erkend als Despoot van Albanië.
Het koninkrijk van de Anjou-dynastie in centraal-Albanië bestond tot 1368 waarna prins Karl Thopia het Prinsdom Albanië stichtte.

## Koningen
- Karel I van Napels (1272–1285)
- Karel II van Napels (1285–1294)
- Filips I van Tarente (1294-1332)
- Robert van Anjou (1332-1333)
- Jan van Durazzo (1334-1336)
- Karel I Robert van Hongarije (1336-1348)
- Johanna I van Napels (1348-1366)
- Lodewijk van Navarra (1366-1368)